# Staffan Ekeroth
Stefan (Staffan) Ekeroth, född 12 maj 1717 i Tjällmo, död 15 september 1798, var en svensk porträttmålare.
Han var son till kyrkoherden Elias Ekeroth och Anna Sophia Bohlius i Svinstads socken. Ekeroth uppges vara elev till Per Krafft den äldre har efterlämnat en rad porträtt. Ekeroth är representerad med ett porträtt av Nils Aurelius i Askeby kyrka och på Östergötlands museum.